# Akrobatické lyžování na Zimních olympijských hrách 2018
Závody v akrobatickém lyžování na Zimních olympijských hrách 2018 proběhly od 9. do 23. února 2018 v Pchjongčchangu v Bokwang Phoenix Parku v Jižní Koreji.

## Program
Program podle oficiálních stránek.
| Den    | Datum          | Zahájení (UTC+9) | Zahájení (SEČ) | Závod                                |
| ------ | -------------- | ---------------- | -------------- | ------------------------------------ |
| den 1  | 9. února 2018  | 10:00            | 2:00           | jízda v boulích ženy – kvalifikace 1 |
| den 1  | 9. února 2018  | 11:45            | 3:45           | jízda v boulích muži – kvalifikace 1 |
| den 3  | 11. února 2018 | 19:30            | 11:30          | jízda v boulích ženy – kvalifikace 2 |
| den 3  | 11. února 2018 | 21:00            | 13:00          | jízda v boulích ženy – finále        |
| den 4  | 12. února 2018 | 19:30            | 11:30          | jízda v boulích muži – kvalifikace 2 |
| den 4  | 12. února 2018 | 21:00            | 13:00          | jízda v boulích muži – finále        |
| den 7  | 15. února 2018 | 20:00            | 12:00          | akrobatické skoky ženy – kvalifikace |
| den 8  | 16. února 2018 | 20:00            | 12:00          | akrobatické skoky ženy – finále      |
| den 9  | 17. února 2018 | 10:00            | 02:00          | slopestyle ženy – kvalifikace        |
| den 9  | 17. února 2018 | 13:00            | 05:00          | slopestyle ženy – finále             |
| den 9  | 17. února 2018 | 20:00            | 12:00          | akrobatické skoky muži – kvalifikace |
| den 10 | 18. února 2018 | 10:00            | 02:00          | slopestyle muži – kvalifikace        |
| den 10 | 18. února 2018 | 13:00            | 05:00          | slopestyle muži – finále             |
| den 10 | 18. února 2018 | 20:00            | 12:00          | akrobatické skoky muži – finále      |
| den 11 | 19. února 2018 | 10:00            | 2:00           | U-rampa ženy – kvalifikace           |
| den 12 | 20. února 2018 | 10:30            | 2:30           | U-rampa ženy – finále                |
| den 12 | 20. února 2018 | 13:00            | 5:00           | U-rampa muži – kvalifikace           |
| den 13 | 21. února 2018 | 11:30            | 3:30           | skikros muži                         |
| den 14 | 22. února 2018 | 11:30            | 3:30           | U-rampa muži – finále                |
| den 15 | 23. února 2018 | 11:30            | 3:30           | skikros ženy                         |

## Medailové pořadí zemí
| Pořadí | Země                               | Zlato | Stříbro | Bronz | Celkově |
| ------ | ---------------------------------- | ----- | ------- | ----- | ------- |
| 1.     | Kanada (CAN)                       | 4     | 2       | 1     | 7       |
| 2.     | Švýcarsko (SUI)                    | 1     | 2       | 1     | 4       |
| 2.     | Spojené státy americké (USA)       | 1     | 2       | 1     | 4       |
| 4.     | Francie (FRA)                      | 1     | 1       | 0     | 2       |
| 5.     | Bělorusko (BLR)                    | 1     | 0       | 0     | 1       |
| 5.     | Norsko (NOR)                       | 1     | 0       | 0     | 1       |
| 5.     | Ukrajina (UKR)                     | 1     | 0       | 0     | 1       |
| 8.     | Čína (CHN)                         | 0     | 2       | 1     | 3       |
| 9.     | Austrálie (AUS)                    | 0     | 1       | 0     | 1       |
| 10.    | Olympijští sportovci z Ruska (OAR) | 0     | 0       | 2     | 2       |
| 11.    | Velká Británie (GBR)               | 0     | 0       | 1     | 1       |
| 11.    | Japonsko (JPN)                     | 0     | 0       | 1     | 1       |
| 11.    | Kazachstán (KAZ)                   | 0     | 0       | 1     | 1       |
| 11.    | Nový Zéland (NZL)                  | 0     | 0       | 1     | 1       |
|        | Celkem                             | 10    | 10      | 10    | 30      |

## Medailisté

### Muži
| Disciplína        | Zlato                                     | Výkon                      | Stříbro                                      | Výkon                                | Bronz                                              | Výkon                                              |
| ----------------- | ----------------------------------------- | -------------------------- | -------------------------------------------- | ------------------------------------ | -------------------------------------------------- | -------------------------------------------------- |
| akrobatické skoky | Oleksandr Abramenko · Ukrajina (UKR)      | 128,51                     | Ťia Cung-jang · Čína (CHN)                   | 128,05                               | Ilja Burov · Olympijští sportovci z Ruska (OAR)    | 122,17                                             |
| jízda v boulích   | Mikaël Kingsbury · Kanada (CAN)           | 86,63                      | Matt Graham · Austrálie (AUS)                | 82,57                                | Daichi Hara · Japonsko (JPN)                       | 82,19                                              |
| skikros           | Brady Leman · Kanada (CAN)                | Brady Leman · Kanada (CAN) | Marc Bischofberger · Švýcarsko (SUI)         | Marc Bischofberger · Švýcarsko (SUI) | Sergej Ridzik · Olympijští sportovci z Ruska (OAR) | Sergej Ridzik · Olympijští sportovci z Ruska (OAR) |
| slopestyle        | Øystein Bråten · Norsko (NOR)             | 95,00                      | Nick Goepper · Spojené státy americké (USA)  | 93,60                                | Alex Beaulieu-Marchand · Kanada (CAN)              | 92,40                                              |
| U-rampa           | David Wise · Spojené státy americké (USA) | 97,20                      | Alex Ferreira · Spojené státy americké (USA) | 96,40                                | Nico Porteous · Nový Zéland (NZL)                  | 94,80                                              |

### Ženy
| Disciplína        | Zlato                              | Výkon                          | Stříbro                                      | Výkon                             | Bronz                                             | Výkon                            |
| ----------------- | ---------------------------------- | ------------------------------ | -------------------------------------------- | --------------------------------- | ------------------------------------------------- | -------------------------------- |
| akrobatické skoky | Hanna Husková · Bělorusko (BLR)    | 96,14                          | Zhang Xin · Čína (CHN)                       | 95,52                             | Kong Fanyu · Čína (CHN)                           | 70,14                            |
| jízda v boulích   | Perrine Laffontová · Francie (FRA) | 78,65                          | Justine Dufourová-Lapointeová · Kanada (CAN) | 78,56                             | Julija Galyševová · Kazachstán (KAZ)              | 77,40                            |
| skikros           | Kelsey Serwaová · Kanada (CAN)     | Kelsey Serwaová · Kanada (CAN) | Brittany Phelanová · Kanada (CAN)            | Brittany Phelanová · Kanada (CAN) | Fanny Smithová · Švýcarsko (SUI)                  | Fanny Smithová · Švýcarsko (SUI) |
| slopestyle        | Sarah Höfflinová · Švýcarsko (SUI) | 91,20                          | Mathilde Gremaudová · Švýcarsko (SUI)        | 88,00                             | Isabel Atkinová · Velká Británie (GBR)            | 84,60                            |
| U-rampa           | Cassie Sharpeová · Kanada (CAN)    | 95,80                          | Marie Martinodová · Francie (FRA)            | 92,60                             | Brita Sigourneyová · Spojené státy americké (USA) | 91,60                            |